# Daniele Caimmi
Daniele Caimmi (Jesi, 17 dicembre 1972) è un maratoneta italiano.
Il suo primato, ottenuto a Milano il dicembre 2002, è di 2 ore, 8 minuti e 59 secondi.

## Biografia
È stato decimo ai Mondiali del 1999, campione italiano dei 10000m nel 2000 e nello stesso anno partecipa alle Olimpiadi di Sydney. Si classifica  quarto agli Europei 2002 a Monaco di Baviera, sesto ai Mondiali del 2003 e trentunesimo agli Europei di Barcellona del 2010.
Ha partecipato alle Olimpiadi di Atene del 2004 arrivando 52º con il tempo di 2:23:07.
Dal 2019, stando ai dati della Federazione Italiana Atletica Leggera, è tesserato con l'Atletica Jesi, società della sua città natale.

## Palmarès
| Anno | Manifestazione          | Sede       | Evento         | Risultato | Prestazione | Note |
| ---- | ----------------------- | ---------- | -------------- | --------- | ----------- | ---- |
| 2009 | Giochi del Mediterraneo | Pescara    | Mezza maratona | 8º        | 1h07'40"    |      |
| 2010 | Europei                 | Barcellona | Maratona       | 31º       | 2h29'18"    |      |

## Campionati nazionali
1999
- Oro ai campionati italiani di maratonina - 1h03'03"

## Altre competizioni internazionali
1996
- 10º alla Maratona d'Italia ( Carpi) - 2h13'46"

1998
- Argento alla Maratona di Venezia ( Venezia) - 2h12'41"

1999
- 12º alla Maratona di Rotterdam ( Rotterdam) - 2h11'29"

2001
- Bronzo alla Maratona di Venezia ( Venezia) - 2h10'26"
- 6º alla Maratona di Torino ( Torino) - 2h13'01"
- Oro alla Mezza maratona di Ravenna ( Ravenna) - 1h02'32"

2002
- Bronzo alla Milano Marathon ( Milano) - 2h08'59"
- 4º alla Maratona di Roma ( Roma) - 2h11'33"
- 4º alla Roma-Ostia ( Roma) - 1h01'35"

2003
- Oro alla Maratona di Torino ( Torino) - 2h10'08"

2004
- 4º alla Roma-Ostia ( Roma) - 1h02'28"

2006
- Argento alla Maratona di Roma ( Roma) - 2h09'30"
- 6º alla Maratona di Venezia ( Venezia) - 2h16'28"
- Bronzo alla Roma-Ostia ( Roma) - 1h03'15"

2007
- Bronzo alla Maratona di Firenze ( Firenze) - 2h14'47"
- 4º alla Maratona di Torino ( Torino) - 2h11'10"
- 5º alla Roma-Ostia ( Roma) - 1h03'01"

2008
- 6º alla Roma-Ostia ( Roma) - 1h03'39"

2009
- 5º alla Maratona di Firenze ( Firenze) - 2h15'14"

2010
- Argento alla Maratona di Treviso ( Treviso) - 2h12'49"

2012
- 9º alla Stramilano ( Milano) - 1h05'51"

2014
- Oro alla Mezza maratona di Ravenna ( Ravenna) - 1h09'48"

2015
- 6º alla Maratona di Trieste ( Trieste) - 2h30'27"